# Shahrestān di Jask
Lo shahrestān di Jask (farsi شهرستان جاسک) è uno dei 13 shahrestān della provincia di Hormozgan, il capoluogo è Bandar-e Jask. Lo shahrestān è suddiviso in 3 circoscrizioni (bakhsh): 
- Centrale (بخش مرکزی)
- Bashagard (بخش بشاگرد)
- Lirdof (بخش ليردف)